# Йосиповка (Благовещенская городская община)
Йо́сиповка (укр. Йосипівка) — село в Благовещенской городской общине Голованевского района Кировоградской области Украины.
Население по переписи 2001 года составляло 1640 человек, по данным 2025 года составляет 1172 человека. Телефонный код — 5259.
В селе родился Герой Советского Союза Иосиф Кулик.

## История
1 февраля 1945 г. Указом ПВС УССР село Юзефово переименовано в Йосиповку.
До 2020 года село входило в Благовещенский район